# Thierry Wasser
Thierry Wasser (Losanna, 19 luglio 1961) è un profumiere svizzero.
Dal 2008 è uno dei principali "nasi" della casa di Guerlain. In precedenza aveva creato fragranze per Firmenich e Givaudan.

## Biografia
Dopo aver ottenuto il diploma federale di botanica all'età di vent'anni, Wasser ha frequentato la scuola di profumeria Givaudan e dopo un periodo di apprendistato, nel 1987 è stato assunto come profumiere per l'azienda francese. Nel 1993 lascia la Givaudan per lavorare con Firmenich. Qui, Wasser collabora in numerose occasioni con Annick Ménardo per la realizzazione di numerosi profumi.
Fra i suoi profumi più celebri si possono citare Diamonds di Emporio Armani, Addict di Dior, Fuel for Life for Her di Diesel, Hypnôse di Lancôme, Truth di Calvin Klein, Idylle ed Aqua Allegoria di Guerlain.